# Mohammed V-moskee (Tanger)
De Mohammed V-moskee is een moskee in de havenstad Tanger, in het noorden van Marokko.
Het werd in 1983 gebouwd op initiatief van de toenmalige kroonprins Mohammed van Marokko, nu koning Mohammed VI, en vernoemd naar zijn grootvader Mohammed V, die in 1947 een historische toespraak hield in Tanger.
De financiering voor de bouw van de moskee werd verstrekt vanuit Koeweit en werd erkend door de hernoeming van het plein voor de moskee tot Place du Koweit. Volgens de lokale overlevering was een bezoekende Koeweitse sjeik ontevreden over het feit dat de klokkentoren van de nabijgelegen katholieke kathedraal de skyline van dat deel van Tanger domineerde en financiering aanbood zodat een minaret deze zou overtreffen. Hoe het ook zij, de minaret van de Mohammed V-moskee is de hoogste in Tanger.
Het moskeecomplex omvat ook de zetel van de regionale Ulama-raad, een theologisch instituut en internaat vernoemd naar Ibn Atiyah al-Andalusi, de lokale delegatie van het Marokkaanse Ministerie van Habous & Islamitische Zaken, en een bibliotheek.